# Heruka

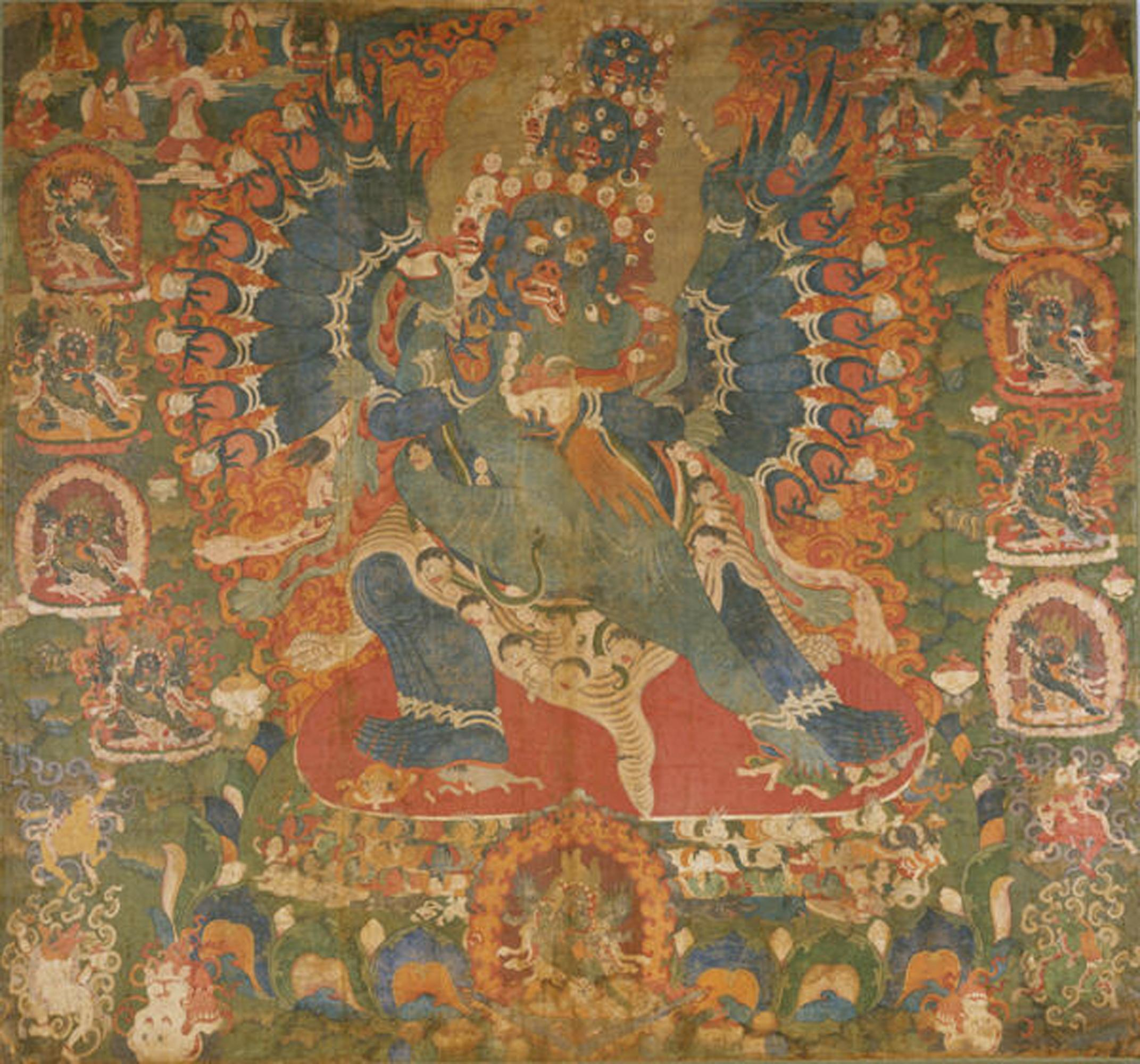

Heruka - jest imieniem dla bóstwa Cakrasaṃvary Tantra. 
Heruka jest kategorią gniewnych bóstw, oświeconych istot w buddyzmie Vajrayany, które przyjmują surowy wyraz twarzy, aby pomóc istotom cierpiącym. W Azji Wschodniej są one nazywane Królami Mądrości. Herukowie reprezentują wcielenie niepodzielonej radości i pustki. Pojawiają się jako Iṣṭha-devatā (tybetański: Wylie: yi dam) lub bóstwa medytacyjne dla tantry sādhanā, zwykle umieszczane w mandali i często pojawiające się w Yab-Yum.
W tantryzmie buddyjskim jedna z przerażających form wadźrasattwy.